# Zaborów (województwo dolnośląskie)
Zaborów (niem. Lampersdorf) – wieś w Polsce, położona w województwie dolnośląskim, w powiecie lubińskim, w gminie Ścinawa. W latach 1945–1947 nazywała się Grodziszcze. W latach 1975–1998 miejscowość należała administracyjnie do województwa legnickiego. Wieś z przysiółkiem Grzybów tworzy jedno sołectwo.

## Integralne części wsi
| SIMC    | Nazwa   | Rodzaj     |
| ------- | ------- | ---------- |
| 0367798 | Grzybów | przysiółek |

## Zabytki
Do wojewódzkiego rejestru zabytków wpisane są:
- kościół parafialny pw. Wniebowzięcia Najświętszej Marii Panny, z XIV/XV w., lata 1869-1870
- cmentarz przykościelny
- cmentarz parafialny, z drugiej połowy XIX w.
- zespół pałacowy, z XVIII-XIX w.:
  - pałac w Zaborowie (obecnie w ruinie)
  - park o założeniach krajobrazowych z jednym z największych w tym regionie platanów klonolistnych i licznymi okazałymi dębami szypułkowymi, tują zachodnią i białodrzewem (pomniki przyrody).

## Przypisy

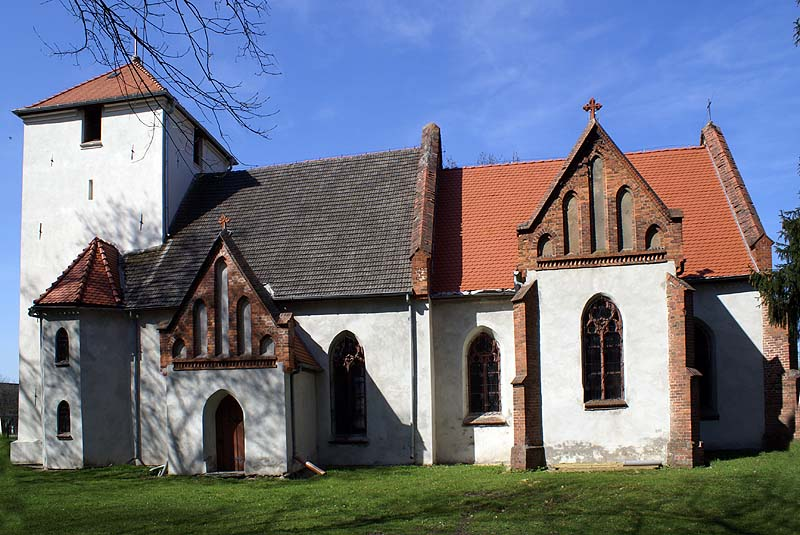
Kościół Wniebowzięcia NMP